# Élections et référendums en Limousin

## Élections municipales

### Élections municipales françaises de 2001
| Couleur | Ville              | Maire sortant      | Parti | Couleur | Maire élu          | Parti |
| ------- | ------------------ | ------------------ | ----- | ------- | ------------------ | ----- |
| PS      | Limoges            | Alain Rodet        | PS    | PS      | Alain Rodet        | PS    |
| PS      | Guéret             | Michel Vergnier    | PS    | PS      | Michel Vergnier    | PS    |
| RPR     | Tulle              | Raymond-Max Aubert | RPR   | PS      | François Hollande  | PS    |
| RPR     | Brive-la-Gaillarde | Bernard Murat      | RPR   | RPR     | Bernard Murat      | RPR   |
| PS      | La Souterraine     | Yves Furet         | PS    | PS      | Yves Furet         | PS    |
| RPR     | Ussel              | Henri Belcour      | RPR   | RPR     | Laurent Chastagnol | RPR   |
| PCF     | Rochechouart       | Marcel Corivaud    | PCF   | PS      | Jean-Marie Rougier | PS    |
| RPR     | Aubusson           | Pierre-Henri Bos   | RPR   | PS      | Michel Moine       | PS    |

## Élections présidentielles

### Élection présidentielle française de 1974

#### 1ertour
Liste non exhaustive
| Couleur    | Parti                                   | Candidat                 | Score national | Score régional | Corrèze | Creuse  | Haute-Vienne |  |
| ---------- | --------------------------------------- | ------------------------ | -------------- | -------------- | ------- | ------- | ------------ |  |
| PS/PCF/MRG | Parti socialiste                        | François Mitterrand      | 43,25 %        | 50,56 %        | 49,73 % | 49,83 % | 53,80 %      |  |
| RI/CD      | Républicains indépendants               | Valéry Giscard d'Estaing | 32,60 %        | 25,95 %        | 27,89 % | 29,44 % | 24,21 %      |  |
| UDR        | Union des démocrates pour la République | Jacques Chaban-Delmas    | 13,60 %        | 14,08 %        | 15,56 % | 11,84 % | 14,64 %      |  |

#### 2etour
| Couleur    | Parti                     | Candidat                 | Score national | Score régional | Corrèze | Creuse  | Haute-Vienne |
| ---------- | ------------------------- | ------------------------ | -------------- | -------------- | ------- | ------- | ------------ |
| RI         | Républicains indépendants | Valéry Giscard d'Estaing | 50,81 %        | 42,31 %        | 44,44 % | 44,03 % | 40,01 %      |
| PS/PCF/MRG | Parti socialiste          | François Mitterrand      | 49,19 %        | 57,69 %        | 55,56 % | 55,97 % | 59,99 %      |

### Élection présidentielle française de 1981

#### 1ertour
| Couleur | Parti                              | Candidat                 | Score national | Score régional | Corrèze | Creuse  | Haute-Vienne |
| ------- | ---------------------------------- | ------------------------ | -------------- | -------------- | ------- | ------- | ------------ |
| RPR     | Rassemblement pour la République   | Jacques Chirac           | 17,99 %        | 30,1 %         | 41,43 % | 28,17 % | 23,2 %       |
| PS      | Parti socialiste                   | François Mitterrand      | 25,85 %        | 23,64 %        | 20,52 % | 23,17 % | 25,88 %      |
| PCF     | Parti communiste français          | Georges Marchais         | 15,34 %        | 22,8 %         | 21,85 % | 20,32 % | 24,26 %      |
| UDF     | Union pour la démocratie française | Valéry Giscard d'Estaing | 28,31 %        | 14,92 %        | 9,17 %  | 19,38 % | 17,26 %      |

#### 2etour
| Couleur | Parti                     | Candidat                 | Score national | Score régional | Corrèze | Creuse  | Haute-Vienne |
| ------- | ------------------------- | ------------------------ | -------------- | -------------- | ------- | ------- | ------------ |
| UDF     | Républicains indépendants | Valéry Giscard d'Estaing | 48,24 %        | 39,6 %         | 40,26 % | 43,64 % | 37,81 %      |
| PS      | Parti socialiste          | François Mitterrand      | 51,76 %        | 60,1 %         | 59,74 % | 56,36 % | 62,19 %      |

### Élection présidentielle française de 1988

#### 1ertour
| Couleur | Parti                              | Candidat            | Score national | Score régional | Corrèze | Creuse  | Haute-Vienne |
| ------- | ---------------------------------- | ------------------- | -------------- | -------------- | ------- | ------- | ------------ |
| PS      | Parti socialiste                   | François Mitterrand | 34,11 %        | 33,86 %        | 28,92 % | 34,81 % | 37,85 %      |
| RPR     | Rassemblement pour la République   | Jacques Chirac      | 19,96 %        | 29,8 %         | 39,17 % | 28,20 % | 22,13 %      |
| PCF     | Parti communiste français          | André Lajoinie      | 6,75 %         | 12,07 %        | 13,66 % | 11,18 % | 11,36 %      |
| UDF     | Union pour la démocratie française | Raymond Barre       | 16,54 %        | 8,59 %         | 4,84 %  | 9,95 %  | 10,98 %      |
| FN      | Front national                     | Jean-Marie Le Pen   | 14,38 %        | 7,18 %         | 5,92 %  | 7,78 %  | 7,83 %       |
| PCF (d) | Parti communiste français          | Pierre Juquin       | 2,10 %         | 3,34 %         | 3,17 %  | 2,80 %  | 4,05 %       |
| Verts   | Les Verts                          | Antoine Waechter    | 3,77 %         | 2,67 %         | 2,41 %  | 2,52 %  | 3,08 %       |
| LO      | Lutte ouvrière                     | Arlette Laguiller   | 1,99 %         | 2,1 %          | -       | -       | -            |
| PT      | Parti des travailleurs             | Pierre Boussel      | 0,38 %         | 0,3 %          | -       | -       | -            |

#### 2etour
| Couleur | Parti                            | Candidat            | Score national | Score régional | Corrèze | Creuse  | Haute-Vienne |
| ------- | -------------------------------- | ------------------- | -------------- | -------------- | ------- | ------- | ------------ |
| RPR     | Rassemblement pour la République | Jacques Chirac      | 45,98 %        | 43,73 %        | 49,10 % | 44,09 % | 37,99 %      |
| PS      | Parti socialiste                 | François Mitterrand | 54,02 %        | 56,27 %        | 50,89 % | 55,90 % | 62,01 %      |

### Élection présidentielle française de 1995

#### 1ertour
| Couleur | Parti                            | Candidat             | Score national | Score régional | Corrèze | Creuse  | Haute-Vienne |
| ------- | -------------------------------- | -------------------- | -------------- | -------------- | ------- | ------- | ------------ |
| RPR     | Rassemblement pour la République | Jacques Chirac       | 20,84 %        | 37,55 %        | 49,3 %  | 34,54 % | 28,8 %       |
| PS      | Parti socialiste                 | Lionel Jospin        | 23,3 %         | 24,02 %        | 19,86 % | 24,8 %  | 27,41 %      |
| PCF     | Parti communiste français        | Robert Hue           | 8,64 %         | 13,20 %        | 13,98 % | 11,86 % | 13,76 %      |
| RPR (d) | Rassemblement pour la République | Édouard Balladur     | 18,58 %        | 8,77 %         | 4,61 %  | 10,99 % | 10,72 %      |
| FN      | Front national                   | Jean-Marie Le Pen    | 15,00 %        | 6,37 %         | 5,6 %   | 6 %     | 7,5 %        |
| LO      | Lutte ouvrière                   | Arlette Laguiller    | 5,30 %         | 4,22 %         | 3,42 %  | 4,26 %  | 4,97 %       |
| MPF     | Mouvement pour la France         | Philippe de Villiers | 4,74 %         | 2,93 %         | 1,95 %  | 3,47 %  | 3,36 %       |
| Verts   | Les Verts                        | Dominique Voynet     | 3,32 %         | 2,66 %         | 2,07 %  | 2,77 %  | 3,15 %       |
| S&P     | Solidarité et progrès            | Jacques Cheminade    | 0,28 %         | 0,26 %         | 0,22 %  | 0,29 %  | 0,26 %       |

#### 2etour
| Couleur | Parti                            | Candidat       | Score national | Score régional | Corrèze | Creuse  | Haute-Vienne |
| ------- | -------------------------------- | -------------- | -------------- | -------------- | ------- | ------- | ------------ |
| RPR     | Rassemblement pour la République | Jacques Chirac | 52,64 %        | 54,38 %        | 61,37 % | 53,64 % | 48,13 %      |
| PS      | Parti socialiste                 | Lionel Jospin  | 47,36 %        | 45,62 %        | 38,63 % | 46,36 % | 51,87 %      |

### Élection présidentielle française de 2002

#### 1ertour
| Couleur | Parti                                                 | Candidat                | Score national | Score régional | Corrèze | Creuse | Haute-Vienne |
| ------- | ----------------------------------------------------- | ----------------------- | -------------- | -------------- | ------- | ------ | ------------ |
| RPR     | Rassemblement pour la République                      | Jacques Chirac          | 19,88 %        | 27,4 %         | 34,2 %  | 26,2 % | 21,8 %       |
| PS      | Parti socialiste                                      | Lionel Jospin           | 16,18 %        | 18,1 %         | 16,4 %  | 18,2 % | 19,7 %       |
| FN      | Front national                                        | Jean-Marie Le Pen       | 16,86 %        | 10,43 %        | 8,9 %   | 11,2 % | 11,2 %       |
| LO      | Lutte ouvrière                                        | Arlette Laguiller       | 5,72 %         | 6,37 %         | 5,6 %   | 6 %    | 7,5 %        |
| CPNT    | Chasse, pêche, nature et traditions                   | Jean Saint-Josse        | 4,23 %         | 6,17 %         | 6,3 %   | 7 %    | 5,2 %        |
| PCF     | Parti communiste français                             | Robert Hue              | 3,37 %         | 6,00 %         | 6,9 %   | 5,5 %  | 5,6 %        |
| LCR     | Ligue communiste révolutionnaire                      | Olivier Besancenot      | 4,25 %         | 4,97 %         | 4,4 %   | 5 %    | 5,5 %        |
| MDC     | Mouvement des citoyens                                | Jean-Pierre Chevènement | 5,33 %         | 4,63 %         | 3,9 %   | 4,7 %  | 5,3 %        |
| UDF     | Union pour la démocratie française                    | François Bayrou         | 6,84 %         | 4,13 %         | 3,3 %   | 4,5 %  | 4,6 %        |
| Verts   | Les Verts                                             | Noël Mamère             | 5,25 %         | 3,67 %         | 3,2 %   | 3,4 %  | 4,4 %        |
| DL      | Démocratie libérale                                   | Alain Madelin           | 3,91 %         | 2,40 %         | 2 %     | 2,6 %  | 2,6 %        |
| PRG     | Parti radical de gauche                               | Christiane Taubira      | 2,32 %         | 1,57 %         | 1,4 %   | 1,5 %  | 1,8 %        |
| MNR     | Mouvement national républicain                        | Bruno Mégret            | 2,34 %         | 1,50 %         | 1,2 %   | 1,6 %  | 1,7 %        |
| CAP 21  | Citoyenneté, action, participation pour le XXe siècle | Corinne Lepage          | 1,88 %         | 1,43 %         | 1,4 %   | 1,3 %  | 1,6 %        |
| FRS     | Forum des républicains sociaux                        | Christine Boutin        | 1,19 %         | 0,80 %         | 0,7 %   | 0,8 %  | 0,9 %        |
| PT      | Parti des travailleurs                                | Daniel Gluckstein       | 0,47 %         | 0,43 %         | 0,4 %   | 0,5 %  | 0,5 %        |

#### 2etour
| Couleur | Parti                            | Candidat          | Score national | Score régional | Corrèze | Creuse  | Haute-Vienne |
| ------- | -------------------------------- | ----------------- | -------------- | -------------- | ------- | ------- | ------------ |
| RPR     | Rassemblement pour la République | Jacques Chirac    | 82,21 %        | 89,49 %        | 90,89 % | 88,34 % | 88,94 %      |
| FN      | Front national                   | Jean-Marie Le Pen | 17,79 %        | 10,51 %        | 9,11 %  | 11,66 % | 11,06 %      |

### Élection présidentielle française de 2007

#### 1ertour
| Couleur | Parti                               | Candidat             | Score national | Score régional | Corrèze | Creuse  | Haute-Vienne |
| ------- | ----------------------------------- | -------------------- | -------------- | -------------- | ------- | ------- | ------------ |
| PS      | Parti socialiste                    | Ségolène Royal       | 25,87 %        | 30,44 %        | 29,73 % | 29,02 % | 31,46 %      |
| UMP     | Union pour un mouvement populaire   | Nicolas Sarkozy      | 31,18 %        | 26,51 %        | 28,04 % | 27,41 % | 25,10 %      |
| UDF     | Union pour la démocratie française  | François Bayrou      | 18,57 %        | 17,65 %        | 17,99 % | 16,66 % | 17,76 %      |
| FN      | Front national                      | Jean-Marie Le Pen    | 10,44 %        | 8,24 %         | 7,58 %  | 8,68 %  | 8,56 %       |
| LCR     | Ligue communiste révolutionnaire    | Olivier Besancenot   | 4,08 %         | 5,15 %         | 4,50 %  | 5,47 %  | 5,49 %       |
| PCF     | Parti communiste français           | Marie-George Buffet  | 1,93 %         | 3,36 %         | 3,86 %  | 2,90 %  | 3,17 %       |
| MPF     | Mouvement pour la France            | Philippe de Villiers | 2,23 %         | 2,31 %         | 2,14 %  | 2,64 %  | 2,31 %       |
| CPNT    | Chasse, pêche, nature et traditions | Frédéric Nihous      | 1,15 %         | 1,72 %         | 1,92 %  | 2,17 %  | 1,41 %       |
| DVG     | Divers gauche                       | José Bové            | 1,32 %         | 1,42 %         | 1,37 %  | 1,70 %  | 1,41 %       |
| LO      | Lutte ouvrière                      | Arlette Laguiller    | 1,33 %         | 1,41 %         | 1,20 %  | 1,58 %  | 1,48 %       |
| Verts   | Les Verts                           | Dominique Voynet     | 1,57 %         | 1,31 %         | 1,18 %  | 1,28 %  | 1,42 %       |
| PT      | Parti des travailleurs              | Gérard Schivardi     | 0,34 %         | 0,49 %         | 0,49 %  | 0,49 %  | 0,49 %       |

#### 2etour
| Couleur | Parti                             | Candidat        | Score national | Score régional | Corrèze | Creuse  | Haute-Vienne |
| ------- | --------------------------------- | --------------- | -------------- | -------------- | ------- | ------- | ------------ |
| PS      | Parti socialiste                  | Ségolène Royal  | 46,94 %        | 54,58 %        | 52,99 % | 53,26 % | 56,19 %      |
| UMP     | Union pour un mouvement populaire | Nicolas Sarkozy | 53,06 %        | 45,42 %        | 47,01 % | 46,74 % | 43,81 %      |

## Autres scrutins

### Élection du candidat socialiste à la présidence de la République (16 novembre2006)
| Candidat               | Score national | Score régional | Corrèze | Creuse  | Haute-Vienne |
| ---------------------- | -------------- | -------------- | ------- | ------- | ------------ |
| Ségolène Royal         | 60,65 %        | 70,80 %        | 81,54 % | 58,76 % | 72,11 %      |
| Dominique Strauss-Kahn | 20,69 %        | 20,39 %        | 10,97 % | 29,79 % | 20,41 %      |
| Laurent Fabius         | 18,66 %        | 8,81 %         | 7,49 %  | 11,45 % | 7,48 %       |